# Kristján Finnbogason
Kristján Finnbogason (8 maggio 1971) è un allenatore di calcio ed ex calciatore islandese, di ruolo portiere.

## Carriera

### Club
Oltre al Grótta ha giocato in patria per il KR Reykjavík (in 4 riprese, vincendo 4 titoli nazionali) e ÍA Akraness (2 titoli). Fuori dai confini nazionali ha invece giocato per i belgi del Lommel e per gli scozzesi dell'Ayr United.

### Nazionale
Per lui sono 20 le presenze nella nazionale islandese.

## Palmarès
- Campionato islandese: 6

ÍA Akranes: 1992, 1993
KR Reykjavík: 1999, 2000, 2002, 2003
- Coppa d'Islanda: 5

ÍA Akranes: 1993
KR Reykjavík: 1994, 1995, 1999, 2008.
- Coppa di Lega islandese: 4

KR Reykjavík: 1998, 2001, 2005, 2010